# Michelle Obama
Michelle LaVaughn Obama (født Robinson, 17. januar 1964 i Chicago, USA) er en amerikansk advokat, der siden 1992 har været gift med den forhenværende amerikanske præsident, Barack Obama.
Michelle Obama er uddannet fra Princeton University og Harvard Law School.
Hun har flere gange optrådt på hitlister over mest velklædte kvinder og er blevet sammenlignet med Jacqueline Kennedy. Hun er den første afro-amerikanske førstedame.

## Bøger af Obama
I 2018 udgav Michelle Obama bogen Becoming (på dansk: Min historie)